# Suite núm. 7 (Perosi)
La Suite núm. 7, anomenada Torino, fou composta per Lorenzo Perosi al voltant de 1912. S'estrenà el 25 d'octubre de 2003 a la Sala Polifunzionale de Tortona, en ocasió de la Perosiana 2003, i dirigida per Arturo Sacchetti
A la suite Torino l'orquestra mostra totes les seves possibilitats. Aquesta predilecció, peculiar a l'estil de Perosi, permet l'expressió d'una àmplia gamma de sonoritats, d'atmosferes tímbriques amb encant, d'intuïcions d'efectes i d'experimentacions instrumentals.

## Moviments
- I Vivo mosso
- II Sostenuto
- III Vivo